# Венская конвенция об охране озонового слоя
Венская конвенция об охране озонового слоя — многостороннее экологическое соглашение. Оно было согласовано на Венской Конференции 1985 года и вступило в силу с 1988 года. Ратифицировано 197 государствами (все члены ООН и Европейский союз).
Действует как основа для международных усилий по защите озонового слоя. Однако, конвенция не включает юридически обязательные цели сокращения использования хлорфторуглеродов, главных химических веществ, вызывающих истощение озонового слоя. Они изложены в сопровождающем Монреальском Протоколе.